# Jean Stubbs
Jean Stubbs, née le 22 septembre 1926 à Denton (Grand Manchester) dans le Lancashire et morte le 19 octobre 2012 en Cornouailles, est une romancière britannique, auteur de plusieurs romans policiers historiques, romans historiques et romans d'amour. Elle occasionnellement utilisé le nom de plume Emma Darby.

## Biographie
Jean Stubbs fait ses études secondaires à la Manchester High School for Girls, puis elle est élève à la Manchester School of Art, jusqu'en 1947. Elle fait un premier mariage et a deux enfants, puis se remarie dans les années 1970.
En 1962, elle publie un premier roman d'amour historique, The Rose-Grower, suivi de quelques autres titres dans la même veine. De 1966 à 1980, elle assure une rubrique de critique littéraire et produit également des nouvelles pour plusieurs magazines.
En marge de ces activités, elle se passionne pour les causes criminelles historiques et, après de nombreuses recherches, fait paraître en 1967 My Grand Enemy, un roman historique très documenté sur l’affaire Mary Blandy, une jeune femme pendue pour avoir empoisonné son père en 1752. Un autre cas similaire lui inspire The Case of Kitty Ogilvie en 1970. Après quelques romans d’amour contemporains, elle revient à la littérature criminelle historique en ayant l’idée cette fois de créer de toutes pièces des enquêtes se déroulant à l’époque victorienne où seront mis à l’épreuve le flair et les talents de déduction de l’inspecteur de fiction John Joseph Lintott. La trilogie de ce héros, intégralement traduite en français, développe tour à tour des intrigues complexes dans le Londres (Chère Laura, 1973), le Paris (Le Visage grimé, 1974) et le San Francisco (Le Creuset magique, 1976) du XIXe siècle. Le premier volet de cette trilogie s’est mérité une nomination pour un Edgar en 1974.
À partir de 1974, Jean Stubbs délaisse la littérature policière au profit de la saga historique des Howarth, une famille du Lancashire.
Jean Stubbs est devenue membre du Detection Club à partir de 1972.

## Œuvre

### Romans

#### SérieJohn Joseph Lintott
- Dear Laura (1973) Publié en français sous le titre Chère Laura, Paris, Librairie des Champs-Élysées, Le Masque no 1529, 1978 ; réédition, Paris, Librairie des Champs-Élysées, Le Club des Masques no 507, 1983 ; réédition, Paris, 10/18, coll. Grands Détectives no 2373, 1993
- The Painted Face (1974) Publié en français sous le titre Le Visage grimé, Paris, 10/18, coll. Grands Détectives no 2540, 1994
- The Golden Crucible (1976) Publié en français sous le titre Le Rendez-vous de San Francisco, Paris, Librairie des Champs-Élysées, Le Masque no 1574, 1979 ; réédition de la même traduction sous le titre Le Creuset magique, Paris, 10/18, coll. Grands Détectives no 2374, 1993

#### SérieBrief ChroniclesouHoward Chronicles
- Kit's Hill (1978)
- By Our Beginnings (1979)
- The Ironmaster (1981)
- The Vivian Inheritance (1982)
- The Northern Correspondent (1984)

#### Autres romans
- The Rose-Grower (1962)
- The Travellers (1963)
- Hanrahan's Colony (1964)
- The Straw Crown (1966)
- My Grand Enemy (1967)
- Eleanora Duse (1970)
- The Case of Kitty Ogilvie (1970)
- Passing Star (1970)
- An Unknown Welshman (1972)
- An Imperfect Joy (1981)
- Love is of the Valley (1981)
- A Lasting Spring (1987)
- Like We Used to Be (1989) Publié en français sous le titre Années tendresse, Paris, Rosebud, coll. Destin no 32, 1997
- Summer Secrets (1990)
- Light in Summer (1991)
- Kelly Park (1992)
- Family Games (1994)
- Charades (1994) Publié en français sous le titre La famille était presque parfaite, Paris, Éditions Jean-Claude Lattès, 1995
- The Witching Time (1998), roman de science-fiction
- I'm a Stranger Here Myself (2004)

### Nouvelles

#### Recueil de nouvelles
- Dorset Mysteries (1989)

#### Nouvelles isolées
- The Unquiet Spirit (1965)
- Are You There? (1967)
- While the Sun Shines (1967)
- Fire and Fleet and Candle-Light (1967)
- Question of Honor (1969)
- The Walking Shadow (1970)
- Cousin Lewis (1970)
- The Belvedere (1971)
- A Difficult Man (1971)
- Someone Dear to Me (1972)
- Jarvey’s Kingdoms (1973)
- The Evening at the Cromers’ (1974)
- The Band in the Park (1975)
- His Coy Mistress (1984)
- Stone Mother (1988)
- Snow Storm (1990)
- Having Writ (1991)

### Autres publications
- 100 Years Around the Lizard (1985)
- Great Houses of Cornwall (1987)

#### Roman signé Emma Darby
- A Conflict of Woman (1975)

## Sources
- Jacques Baudou et Jean-Jacques Schleret, Le Vrai Visage du Masque, vol. 1, Paris, Futuropolis, 1984, 476 p. (OCLC 311506692), p. 420- 421.